# Sirg Schützbach
Sirg Schützbach (* 23. Juli 1980 in Ravensburg) ist ein ehemaliger deutscher Bahnsportler und Motorradrennfahrer.

## Karriere
Schützbach nahm von 1999 bis 2002 an der Grasbahn-Europameisterschaft und von 1999 bis 2009 an der Langbahn-Weltmeisterschaft teil.
Er war Mitglied im MSV Herxheim (Sandbahn), AMC Bad Waldsee (Grasbahn) und in der Renngemeinschaft Graf-Zeppelin Friedrichshafen. Zudem ist er beim den Motorsportfreunden Baindt aktiv.
Am 6. September 2011 beendete er seine Karriere.

## Statistik
| 1998 | Deutscher Meister Langbahnpokal |
| 2002 | Europameister Grasbahn |
| 2003 | 2. Platz Neuseeländische Langbahnmeisterschaft |
| 2007 | 8. Platz Langbahn-Weltmeisterschaft 2. Platz Tschechische Langbahn-Meisterschaft 1. Platz Langbahn-Grand-Prix Pfarrkirchen 3. Platz Dt. Speedway-Mannschaftsmeisterschaft mit AC Landshut 1. Platz Süddt. Bahnmeisterschaft |
| 2008 | Deutscher Meister Langbahn 2. Platz Tschechische Langbahn-Meisterschaft |
| 2009 | 1. Platz Dt. Speedwaymannschaftsmeisterschaft mit AC Landshut 2. Platz Langbahn Grand-Prix Herxheim |
| 2010 | 1. Platz Nordische Langbahnmeisterschaft 1. Platz Dt. Speedwaymannschaftsmeisterschaft mit AC Landshut |
| 2011 | 1. Platz Süddt. Bahnmeisterschaft |

## Sonstiges

### Erste Motorräder
| 1989–1992 | 50 cm³ Schülerklasse |
| 1993      | 80 cm³ Schülerklasse |
| 1994–1995 | 500 cm³ J-Lizenz     |
| 1996–1998 | 500 cm³ C-Lizenz     |

### Familie
Schützbach ist verheiratet und lebt mit seiner Frau Patricia und dem gemeinsamen Sohn (* 2014) in Baindt.

### Geschäftliches
Schützbach übernahm nach dem Ende seiner Rennkarriere die KTM-Niederlassung „Zweiradhaus Schützbach“ in Baindt. Zudem betreibt er einen Onlineshop für Motorradteile und arbeitet für TV-Sender Sport1+ als Experte für den Speedway-Grand-Prix.